# Општина Барбулецу (Дамбовица)
Барбулецу (рум. Bărbuleţu) општина је у Румунији у округу Дамбовица.
Oпштина се налази на надморској висини од 504 m.